# Endlicheria dictifarinosa
Endlicheria dictifarinosa är en lagerväxtart som beskrevs av C. K. Allen. Endlicheria dictifarinosa ingår i släktet Endlicheria och familjen lagerväxter. Inga underarter finns listade i Catalogue of Life.